# Кифель, Йозеф
Йо́зеф Ки́фель (нем. Josef Kiefel; 2 октября 1909, Готцинг, Королевство Бавария — 3 марта 1988, Берлин) — немецкий коммунист, полковник государственной безопасности ГДР, начальник 2-го Главного отдела МГБ ГДР.

## Биография
Родился в рабочей семье и вырос в Верхней Баварии. В 1923—1926 годах выучился на слесаря, работал шахтёром, машинистом и уличным рабочим. С 1927 года участвовал в работе Союза фабричных рабочих и Красной помощи Германии и в 1929 году вступил в Коммунистическую партию Германии. С усилением власти национал-социалистов в 1931 году эмигрировал в СССР. В 1942 году был призван на службу в РККА и окончил спецкурс НКВД. С 1944 года участвовал в партизанском движении, являлся агентом группы Андреаса Хофера, вместе с Йозефом Гифером и радистом Рудольфом Гиптнером был направлен на работу в оккупированную Польшу в район Ченстоховы. Получил несколько ранений, 17 января 1945 года присоединился к подразделениям Красной армии близ Радома.
После Второй мировой войны Кифель находился в Москве и в июле 1946 года был направлен в Восточную Германию. В Советской зоне оккупации Германии вступил в СЕПГ и работал инструктором правления СЕПГ в Саксонии-Анхальт в Галле, а также вёл семинарские занятия в партийной школе в Веттине. В 1947 году поступил на службу в Народную полицию и занимал должность заместителя начальника и впоследствии начальника политической полиции (К 5) в земельном управлении уголовного розыска Саксонии-Анхальт. После образования ГДР Кифель занял должность заместителя начальника Главного управления защиты народного хозяйства земли Бранденбург в Потсдаме.
С августа 1950 года Кифель руководил отделом сбора информации министерства государственной безопасности ГДР. В 1952 году был назначен начальником так называемого 2-го Отдела по работе с Западом, а с 23 ноября 1953 года — начальником 2-го Главного отдела, занимавшегося контрразведкой. Руководил отделом до 13 февраля 1960 года. Летом 1954 года санкционировал вербовку в информаторы бывшего офицера СС и агента Организации Гелена Ганса Зоммера, который передал данные более 800 агентов организации в ГДР. К заслугам Кифеля также относится перебежчик Ганс Вакс.
Во время событий 17 июня 1953 года Кифель получил тяжёлое ранение в голову, которое впоследствии сказалось на его служебной карьере и привело к его отставке с поста главы контрразведки в 1960 году. Тем не менее, глава Штази Эрих Мильке и начальник вышестоящего Главного управления разведки Маркус Вольф не спешили расстаться с Кифелем. Специально под Кифеля в структуре МГБ ГДР было сформирован 21-й Отдел по борьбе с западными агентурными центрами и внутренней безопасности. Окончательно вышел в отставку в 1970 году, 21-й отдел был расформирован, а его задачи были переданы Бюро управления МГБ ГДР.